# Hieronymus Pez
Hieronymus Pez est un historien autrichien, né à Ybbs an der Donau le 24 février 1685, mort le 14 octobre 1762.
Comme son frère, Bernhard Pez, il entra les bénédictins de Melk, le suivit dans ses voyages en Allemagne et devint également bibliothécaire de son monastère.

## Œuvres
Ses ouvrages les plus importants sont : 
- Scriptores rerum Austriacarum veteres, cum notis et observationibus (Leipzig, 1720-1725, 2 vol. in-fol.);
- Historia sancti Leopoldi, Austriæ marchionis, ex diplomatibus adornata (Vienne, 1747, in-fol.).

## Source
« Hieronymus Pez », dans Pierre Larousse, Grand dictionnaire universel du XIXe siècle, Paris, Administration du grand dictionnaire universel, 15 vol., 1863-1890 [détail des éditions].